# Comandante Nicanor Otamendi
Comandante Nicanor Otamendi es una localidad de la provincia de Buenos Aires, Argentina. Se encuentra ubicada en el partido de General Alvarado, a 38 km de Mar del Plata.

## Toponimia
Lleva su nombre en recuerdo del Comandante del ejército Argentino Nicanor Otamendi, muerto a manos de los indios de un malón comandado por el cacique Yanquetruz, de más de 200 lanzas, junto a la casi totalidad de los 125 soldados de las milicias nacionales que el mismo teniente coronel Otamendi lideraba, con la intención de cerrarles el paso. El combate se libró en San Antonio de Iraola (actual partido de Benito Juárez) el 13 de septiembre de 1855. Sólo se salvó un soldado, gravemente herido y dado por muerto.
El comienzo de este pueblo fue la estación del Ferrocarril del Sud llamada "Dionisia", la cual por muchos años se llamó así mientras que el pueblo recibió el nombre del militar, los antiguos pobladores lo siguen llamando Dionisia, años más tarde se le da el nombre del pueblo también a la estación, ya que las tierras donde se construyó la traza pertenecieron a Otamendi, quien las recibió como pago de sus servicios militares, algunas de ellas siguen perteneciendo a sus descendientes. En sus orígenes, fue una estación ferroviaria muy importante, ya que su empalme permitía conectar las vías de la zona sudeste bonaerense, con tráfico de carga rural muy activo, que se mantuvo hasta mediados de la década de 1970, donde el cierre de ramales y servicios comenzó a declinar, cambiando para siempre la vida de este pueblo que supo contar con hoteles para viajantes, grandes almacenes y tiendas.

## Economía
Su economía se basa en la producción agrícola, sobre todo la producción de papa, ya que la zona es una de las principales productoras del país. Cuenta con el privilegio de organizar la Fiesta Nacional de la Papa, que reúne a los mejores productores de la provincia de Buenos Aires.
Esta fiesta se caracteriza por la base de la producción de la ciudad que es la papa. Consiste en exposiciones de maquinarias, stands de interés cultural y la promoción de la industria papera. También se ofrecen espectáculos gratuitos al aire libre de diversos estilos de música. Además se realiza una ceremonia de gala donde es elegida la reina nacional de la papa. Se realiza anualmente sobre la primera quincena de marzo.

## Población
Cuenta con 6,623 habitantes (Indec, 2010), lo que representa un incremento del 10% frente a los 5,977 habitantes (Indec, 2001) del censo anterior.
| Gráfica de evolución demográfica de Comandante Nicanor Otamendi entre 1960 y 2010 |
|                                                                                   |
| Fuentes: INDEC                                                                    |

## Parroquias de la Iglesia católica en Comandante Nicanor Otamendi
| Diócesis  | Mar del Plata                 |
| --------- | ----------------------------- |
| Parroquia | Santa Teresita del Niño Jesús |